# برايان كوفي
برايان كوفي (بالإنجليزية: Brian Coffey)‏ هو مؤلف وشاعر أيرلندي، ولد في 8 يونيو 1905 في Dún Laoghaire ‏ في جمهورية أيرلندا، وتوفي في 14 أبريل 1995 في إنجلترا في المملكة المتحدة.